# Przewóz (gmina)
Pour les articles homonymes, voir Przewóz.
Przewóz est une gmina rurale (gmina wiejska) de la powiat de Żary, dans la Voïvodie de Lubusz, dans l'ouest de la Pologne, à la frontière avec l'Allemagne.
Son siège administratif (chef-lieu) est le village de Przewóz, qui se situe environ 22 kilomètres au sud-ouest de Żary (siège de la powiat) et 64 kilomètres au sud-ouest de Zielona Góra (siège de la diétine régionale).
La gmina couvre une superficie de 178,32 km2 pour une population de 3 293 habitants en 2006.

## Histoire
De 1975 à 1998, la gmina est attachée administrativement à la voïvodie de Zielona Góra.

Depuis 1999, elle fait partie de la voïvodie de Lubusz.

## Géographie
La gmina inclut les villages et localités de :

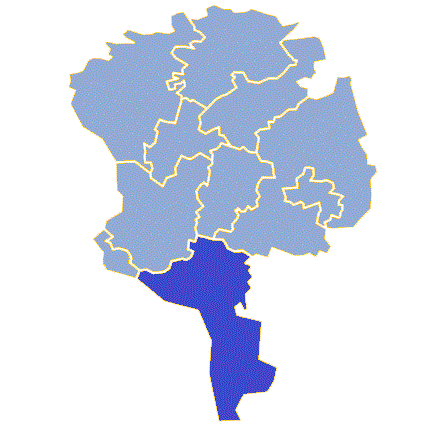
Plan de la gmina

- Bucze
- Dąbrowa Łużycka
- Dobrochów
- Dobrzyń
- Jamno
- Lipna
- Mała Lipna
- Mielno
- Piotrów
- Potok
- Przewóz
- Sanice
- Sobolice
- Straszów
- Włochów

### Gminy voisines
La gmina de Przewóz est voisine des gminy suivantes :
- Lipinki Łużyckie
- Pieńsk
- Trzebiel
- Węgliniec
- Wymiarki
- Żary

Elle est aussi voisine de la frontière de l'Allemagne.

## Structure du terrain
D'après les données de 2002, la superficie de la commune de Przewóz est de 178,32 kilomètres carrés, répartis comme telle :
- terres agricoles : 25%
- forêts : 66%

La commune représente 12,8% de la superficie du powiat.

## Démographie
Données du 30 juin 2004:
| Description        | Total  | Total | Femmes | Femmes | Hommes | Hommes |
| ------------------ | ------ | ----- | ------ | ------ | ------ | ------ |
| Unité              | Nombre | %     | Nombre | %      | Nombre | %      |
| Population         | 3 296  | 100   | 1 678  | 50,9   | 1 618  | 49,1   |
| Densité (hab./km²) | 18,5   | 18,5  | 9,4    | 9,4    | 9,1    | 9,1    |